# アデミール・ダ・コスタ
アデミール・シドネイ・フェレイラ・ダ・コスタ（Ademir Sidnei Ferreira da Costa, 1961年3月29日 - ）は、ブラジル出身の空手家である。身長183cm、体重95kg。極真会館出身で、現在は勢和会を主宰。
現役選手時代には、南米の星・変則回し蹴りの使い手の異名を持っていた。

## 来歴

### 早熟した才能が世界チャンピオンを破る
1974年の13歳の時に磯部清次が管轄する極真会館ブラジル支部に入門。14歳で緑帯・15歳で茶帯・16歳で黒帯を取得し、神童と呼ばれた。1979年に18歳でブラジル選手権で優勝。同年第2回オープントーナメント全世界空手道選手権大会に出場。2回戦で日本代表の野口敏郎弐段を破り、3回戦でスウェーデンのナカン・ニーグレンに延長で右前蹴りで技ありを奪われ敗退したが、スピードのある攻防を見せた。しかし、大山倍達大会最高審判長は「この選手は将来必ず伸びる」と太鼓判を押した。
強くなるためにアデミールは、稽古の他に普段の生活の中でも 12～13kgの鉛を持ち歩いて空手一筋の生活をして鍛錬し続けた。1981年に来日。本部道場で3か月の内弟子修行後、同年の第14回オープントーナメント全日本空手道選手権大会に出場。4回戦で中村誠と対戦。アデミールはトーナメント表を見たとき「それまで中村師範がたったの一発で相手を倒すのを何度も見ているし、師範は130kg。当時の私は68kg。はっきりいって泣いたよ（笑）。逃げるしかない、それしか方法がないじゃないか、と考えていた試合前日、稽古場に中村師範がやってきたんです。ニヤッと笑って、私の肩をたたき『グッド・ラック』とね。何か私を見下している感じがして、それで目が覚めた。簡単には倒されないってね」と語った。
当日は互いに勝ち上がって予想通り4回戦で対戦。しかし、試合は予想に反して延長2回までもつれ込む激戦となった。中村の前蹴りを下段払いとフットワークで回り込みながら左後ろ回し蹴りや後ろ蹴りで反撃。左変則回し蹴りで中村は顔面に蹴りをいれられるなど、アデミールは自分のペースで闘い、判定3対0で中村に勝った。
その時の喜びをアデミールは「中村師範はたぶん私のことを甘く見ていた上に、体力的にも100%ではなかったように思うよ。自信を持ちすぎていたこともあるだろう。本戦は案の定がガンガン攻めてきたので、私は攻撃をかわすことに終始した。たった一つの頼りはスピードだっただけだから。中村師範の戸惑っている表情が印象に残っている」と答えた。準々決勝では水口敏夫と対戦。突きを決め、水口をたじろがせたアデミールだが再々延長まで持ち込まれ、試割り枚数と体重判定で惜敗したが、6位入賞を果たした。しかし、中村に勝ったことで2年後の第3回全世界選手権の優勝候補の一人として挙げられ、注目を浴びた。

### 第3回全世界選手権＆百人組手
1984年の第3回オープントーナメント全世界空手道選手権大会ではDブロックから出場。技ありや一本勝ちを重ね、順調に勝ちあがり準決勝で中村誠と再戦。雪辱に燃える中村はフットワークで距離をとろうとするアデミールに間合いを取らせず、突き、蹴りとあらゆる技で攻めまくる。それまでのようにアデミールは自分のペースに持ち込めず、場外へ逃げるシーンが多く見られ、本戦で判定負けとなった。3位決定戦では松井章圭と対戦。お互い蹴り技を得意とする選手だけに華麗な蹴り技の攻防となった。判定で惜敗したが、22歳で世界4位の座についた。
1985年にアデミールは南米選手権を3連覇した。そして磯部清次に百人組手に挑戦したいと直訴する。日時はアデミールの希望通りに設定され、1987年4月25日にサンパウロ州都スポーツセンターで挑戦開始。このときのアデミールは27人目まで連続一本勝ち。しかも10秒台で相手を倒すという離れ業である。しかし、アデミールのペースは徐々に落ち始め、60人目ぐらいから受けに回る度合いが多くなった。70人目を終了した時点で道着を換え、10分間の休憩を取る。85人目を過ぎるともはや防戦一方。アデミールもこの辺りで何度も「やめよう」と思っていた。開始から2時間55分。遂に最後の組手を終え完遂した。「百人の組手とはこんなに苦しいものなのか」と、終了後しみじみとアデミールは語っている。

### 第4回全世界選手権＆指導者として
優勝候補の一人と言われた1987年の第4回オープントーナメント全世界空手道選手権大会では3回戦まで順調に勝ち上がった。4回戦で八巻建志と延長2回の末、体重判定で勝ち、5回戦ではミッシェル・ウェーデルと対戦。こちらも延長2回に及び、かろうじて勝ったが、ふたりとも100kgを越える巨漢。重量級の選手としては大柄なほうとはいえないアデミールが被ったダメージも大きかった。そのため、準々決勝のアンディ・フグには本来の力をだせず、合わせ一本負けをするという不本意な結果に終わり、5位入賞で終え、この選手権大会を最後に選手を退いた。
その後、次の全世界選手権に備え磯部清次と共にフランシスコ・フィリォを育成した。特に蹴り技はアデミールの指導の影響が大きいという。1995年（平成7年）に行われたフィリォの百人組手ではセコンドにつき、「技をちらせ」「間合いをとれ」とアドバイスし続け、フィリォの百人組手達成に陰ながら貢献した。

## 評価
松井章圭は「現役時代に戦った選手の中で一番手強いなと感じた選手は誰か」という問いに「国内では増田章選手、外国人ではアデミール・ダ・コスタ選手」を挙げている。曰く「アンディ・フグ選手やマイケル・トンプソン選手も強かったですが、やっぱりアデミール選手ですね。アデミール選手と私が対戦する様子を頭の中でイメージしてみても、どう攻略したらいいのかわからないのです。1回だけ第3回オープントーナメント全世界空手道選手権大会の3位決定戦で対戦したことがあるのですが、これは彼が中村誠師範との戦いのあとで相当なダメージを抱えていたんです。かろうじて延長1回で私が勝ちましたが、あれは彼本来の力でないと思いましたね。あくまでも想像ですが、アデミール選手の一番調子のいい時に増田選手とやったとしたら、少しだけアデミール選手に分があったかもしれませんね。当時の海外の選手でナンバー・ワンは誰かと訊かれたら、私はアデミール選手だと答えます」

## 逸話
戦った中で最も強かった相手は？という質問に、「まず、中村誠。次に松井章圭、3番目がミッシェル・ウェーデル、アンディ・フグはその次です」と答えている。また、アデミールは一男一女の父親だが、男の子には松井章圭の「アキヨシ」と名付けた。

## 近況
分裂騒動の後、極真会館を離れ勢和会の代表として道場を運営しており、最近では佐藤塾が主催する「POINT&KO全日本選手権」に選手を参戦させている。